# Tournoi d'ouverture du championnat d'Argentine de football 2002
Navigation
Tournoi précédent Tournoi suivant
Le tournoi d'ouverture de la saison 2002 du Championnat d'Argentine de football est le premier tournoi semestriel de la 73e édition du championnat de première division en Argentine. Les vingt équipes sont regroupées au sein d'une poule unique où elles affrontent une fois chacun de leurs adversaires. Il n'y a ni promotion, ni relégation à l'issue de ce tournoi.
C'est le Independiente qui remporte le tournoi après avoir terminé en tête du classement final, avec trois points d'avance sur Boca Juniors et sept sur le tenant du titre, River Plate. C'est le seizième titre de champion d'Argentine de l'histoire du club, le premier depuis son succès lors du tournoi de clôture 1994.

## Qualifications continentales
Le vainqueur du tournoi Ouverture est directement qualifié pour la Copa Libertadores 2004. 

## Les clubs participants
| \| Buenos Aires La Plata Rosario Santa Fe Córdoba Bahía Blanca \| Villes représentées lors de la saison 2002-2003 |
| Buenos Aires La Plata Rosario Santa Fe Córdoba Bahía Blanca                                                       |

- Talleres (Córdoba)
- Gimnasia y Esgrima (La Plata)
- Nueva Chicago
- Rosario Central
- Unión (Santa Fe)
- Boca Juniors
- Banfield
- Colón (Santa Fe)
- Independiente
- Lanús
- Newell's Old Boys (Rosario)
- Chacarita Juniors
- Racing Club
- San Lorenzo de Almagro
- Estudiantes (La Plata)
- Huracán
- River Plate
- Vélez Sársfield
- Olimpo (Bahía Blanca) - Promu de Primera B Nacional
- Arsenal - Promu de Primera B Nacional

## Compétition
Le barème utilisé pour établir le classement est le suivant :
- Victoire : 3 points
- Match nul : 1 point
- Défaite : 0 point

### Classement
| Rang | Équipe                        | Pts | J  | G  | N | P  | Bp | Bc | Diff |
| ---- | ----------------------------- | --- | -- | -- | - | -- | -- | -- | ---- |
| 1    | Independiente                 | 43  | 19 | 13 | 4 | 2  | 48 | 19 | +29  |
| 2    | Boca Juniors                  | 40  | 19 | 12 | 4 | 3  | 32 | 15 | +17  |
| 3    | River PlateT                  | 36  | 19 | 11 | 3 | 5  | 35 | 23 | +12  |
| 4    | Chacarita Juniors             | 30  | 19 | 9  | 3 | 7  | 19 | 21 | -2   |
| 5    | Vélez Sársfield               | 28  | 19 | 8  | 4 | 7  | 23 | 19 | +4   |
| 6    | Racing Club                   | 28  | 19 | 8  | 4 | 7  | 28 | 28 | 0    |
| 7    | Colón (Santa Fe)              | 28  | 19 | 7  | 7 | 5  | 26 | 26 | 0    |
| 8    | ArsenalP                      | 27  | 19 | 7  | 6 | 6  | 29 | 25 | +4   |
| 9    | San Lorenzo de Almagro        | 27  | 19 | 7  | 6 | 6  | 28 | 25 | +3   |
| 10   | Newell's Old Boys (Rosario)   | 27  | 19 | 7  | 6 | 6  | 23 | 22 | +1   |
| 11   | Lanús                         | 26  | 19 | 6  | 8 | 5  | 21 | 24 | -3   |
| 12   | Banfield                      | 25  | 19 | 6  | 7 | 6  | 21 | 17 | +4   |
| 13   | Rosario Central               | 25  | 19 | 7  | 4 | 8  | 36 | 34 | +2   |
| 14   | Unión (Santa Fe)              | 23  | 19 | 6  | 5 | 8  | 26 | 28 | -2   |
| 15   | Talleres (Córdoba)            | 23  | 19 | 5  | 8 | 6  | 23 | 27 | -4   |
| 16   | Gimnasia y Esgrima (La Plata) | 20  | 19 | 4  | 8 | 7  | 18 | 24 | -6   |
| 17   | Olimpo (Bahía Blanca)P        | 20  | 19 | 5  | 5 | 9  | 20 | 30 | -10  |
| 18   | Nueva Chicago                 | 15  | 19 | 3  | 6 | 10 | 20 | 29 | -9   |
| 19   | Estudiantes (La Plata)        | 15  | 19 | 4  | 3 | 12 | 21 | 36 | -15  |
| 20   | Huracán                       | 11  | 19 | 2  | 5 | 12 | 17 | 42 | -25  |

|  | Qualification directe pour la Copa Libertadores 2004 |
|  | T : Tenant du titre P : Club promu de Primera B      |

## Bilan de la saison
| Championnat d'Argentine de football 2002 |                           |
| Champion                                 | Independiente (16e titre) |
| Coupes et trophées                       |                           |
| Vainqueur de la Coupe d'Argentine 2002   | Non disputée              |
| Qualifications continentales             |                           |
| Copa Libertadores 2004                   | Independiente             |
| Promotions et relégations                |                           |
| Promus en Primera Division               | Aucun                     |
| Relégués en Primera B Nacional           | Aucun                     |